# Осада Маастрихта (1579)
Осада Маастрихта — осада испанскими войсками под командованием Алессандро Фарнезе голландского города Маастрихт с 8 марта по 29 июня 1579 года в рамках Восьмидесятилетней войны.

## Предыстория
В 1578 году Маастрихт одобрил Гентское умиротворение и, таким образом, перешел под власть Генеральных штатов Нидерландов. Ожидалось нападение на город испанцев. Испанский генерал Алессандро Фарнезе, будущий герцог Пармы, к этому времени уже занял соседние Лимбург, замок Валкенбург и Далем. Эти действия однозначно свидетельствовали о том, что следующей целью испанцев станет Маастрихт. Вильгельм I Оранский мало доверял военному губернатору Маастрихта Мельхиору Шварценбергу и поэтому назначил Себастьяна Таппина комендантом крепости. Фарнезе привел свою армию к стенам города 8 марта 1579 года и предложил его властям амнистию и гарантии всех привилегий в обмен на признание лояльности католической религии и испанскому монарху. Предложение было отклонено, и осада началась.

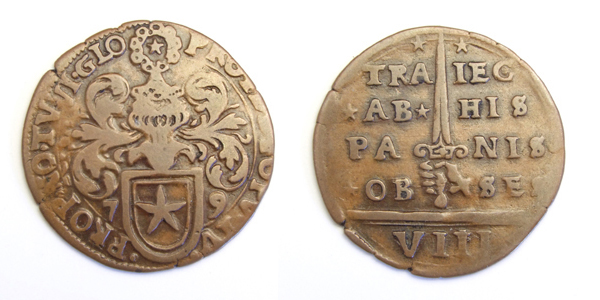
Монета, чеканившаяся в Маастрихте во время осады.

Ещё в январе Себастьян Таппин — талантливый инженер, получивший известность при осаде Ла-Рошели в 1574 году — прибыл в Маастрихт для усиления оборонительных сооружений. К началу осады все работы были почти завершены. В городе была возведена мельница для производства пороха, все граждане были обязаны участвовать в строительстве укреплений. Вне стен Таппин установил минные ловушки и вырыл несколько траншей. Было устроены две линии обороны, на которых разместился как гарнизон, так и вооруженные жители города.
Маастрихт защищал гарнизон, состоявший из французских, английских и шотландских наемников, в общей сложности около 12 000 человек, им помогали около 2 000 фермеров и 1 200 ополченцев. Общая численность населения Маастрихта в то время оценивалась в 15—34 тысячи жителей.

## Осада

### Двойной удар
Испанские войска были в основном размещены в близлежащих деревнях, сам Фарнезе устроил свою штаб-квартиру в замке Петерсхайм. Испанцы окружили город с двух сторон и построили шесть фортов для хранения боеприпасов и защиты от возможных вылазок защитников города. После этого осаждающие занялись рытьем траншей.

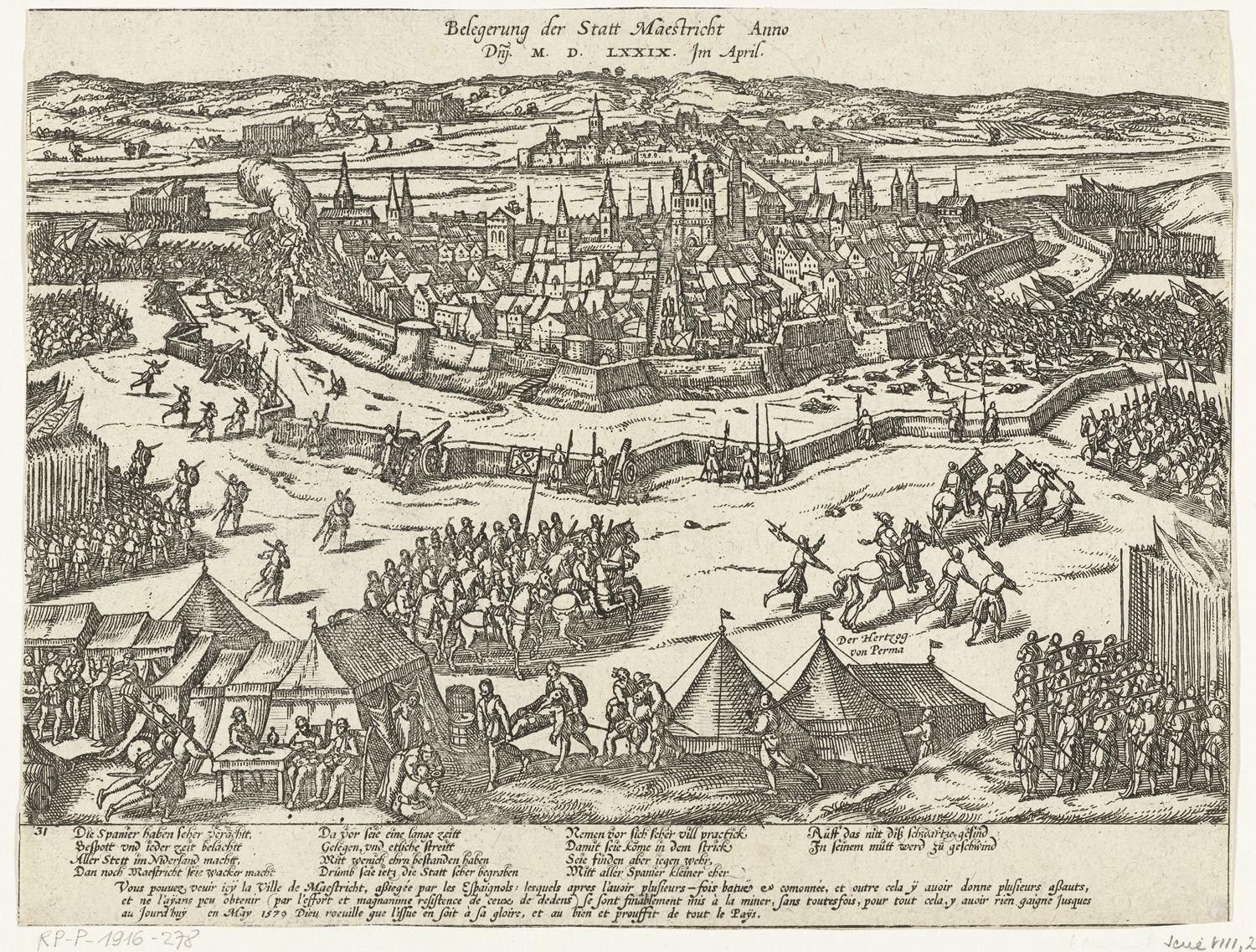
Двойной удар испанских солдат по позициям защитников города, худ. Ф. Гогенберг

Главный удар испанцы направили на Брюссельские ворота города, к которым все ближе подступали их траншеи. Однако в ходе стычки с защитниками они обнаружили, что эти ворота не только не были слабым местом в линии укреплений, а наоборот — самым сильным. Поэтому 23 марта испанцы нанесли удар по соседним воротам Тонгерлозе из сорока шести артиллерийских орудий. Два дня бомбардировок не дали результата. Тогда Фарнезе, не прекращая атак на Тонгерлозе, дал приказ ударить по воротам Бош. Жители Маастрихта стали рыть туннели, чтобы не допустить подкопа со стороны испанцев. В подземных туннелях завязалась ожесточенная битва: сотни осаждавших погибли, когда в туннели залили кипяток, другие умерли от дыма и недостатка кислорода. Один из капитанов предложил Фарнезе атаковать равелин. Пятьсот испанских солдат погибли, когда пороховой заряд, предназначенный для его подрыва, преждевременно сдетонировал.

### Передышка
Фарнезе писал королю, что этот самый тяжелый день осады обошелся испанцам в две тысячи погибших. В течение месяца его армия из-за боев и болезней сократилась на треть. Чтобы пополнить ряды, Фарнезе ослабил атаки и перешел к укреплению осадных линий. Было построено ещё 16 фортов — 11 на левом берегу Маас и 5 на правом. Между тем, в городе тоже велись восстановительные работы: были укреплены редуты, вырыты и заполнены водой траншеи.
Вильгельм I Оранский пытался собрать деньги, чтобы помочь Маастрихту. Однако он столкнулся с саботажем со стороны крупных городов, которые крайне неохотно выделяли деньги, заботясь лишь о собственной безопасности.

### Битва за равелин

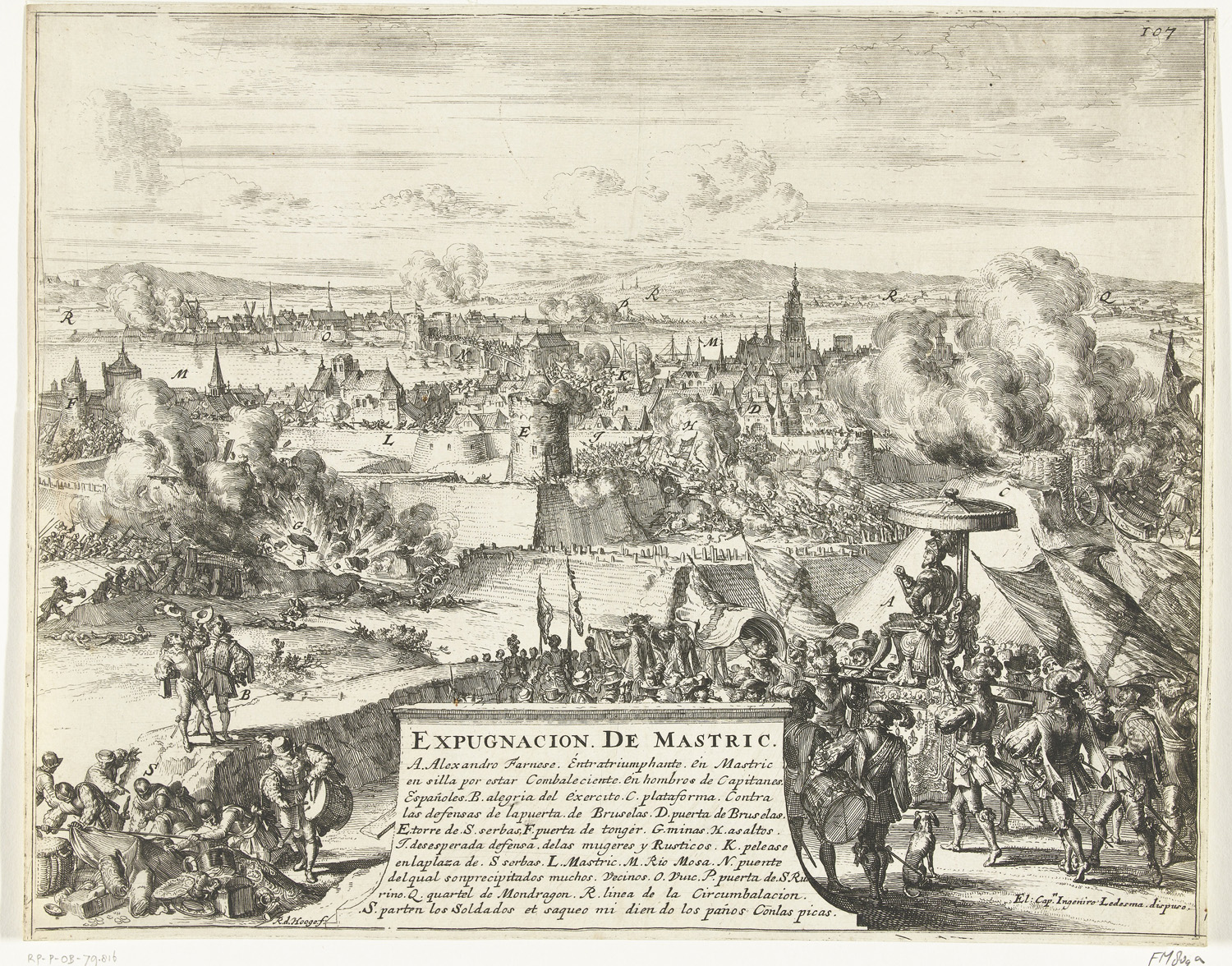
Битва за равелин, худ. Р. де Хооге

Фарнезе перенес тяжесть удара на равелин Маастрихта. Три артиллерийских батареи в течение нескольких дней обстреливали его. После того, как фасад равелина обрушился, испанцы смогли занять его. Однако продвинуться дальше не удавалось: испанцы попали под огонь ближайшего редута и с близлежащих башен. Тогда Фарнезе дал приказ обстреливать из пушек парапеты городских стен, с которых защитники вели стрельбу по равелину. За короткое время парапеты были практически уничтожены, и защитники города были вынуждены отступить. После этого испанцам удалось занять редуты.

### Попытка штурма
Теперь Фарнезе смог пододвинуть осадные сооружения к обеим сторонам Брюссельских ворот. К стенам города были отправлены минеры. Несмотря на несколько вылазок защитников, им удалось установить заряды и подорвать их. Стены были захвачены, однако защитники отошли на вторую линию укреплений, где были установлены восемь орудий с подготовленным парапетом для отражения атак. 24 июня по приказу Фарнезе был построен мост, по которому под обстрелом атакующие подобрались ко второй линии стен и открыли огонь. В бою был серьезно ранен Таппин. Испанские минеры смогли пробить в стенах два пролома, но войти в город не удавалось.
После этой атаки ситуация в Маастрихте стала стремительно ухудшаться: численность защитников сократилась в два раза из-за ранений и болезней. Посланники Генеральных штатов обещали, что помощь придет в течение двух недель. Но подошедшая армия Яна IV Нассауского из 3-4 тысяч всадников не решилась напасть на более многочисленную и хорошо укрепившуюся испанскую армию. Между тем Вильгельм Оранский попытался предложить перемирие, но Фарнезе отказался. В городе начался голод и разразилась эпидемия тифа. Гарнизон хотел сдаться, но граждане, подстрекаемые знатью, были категорически против этого плана. Продолжались почти ежедневные стычки в туннелях и траншеях. В одном из таких инцидентов Таппин был ранен в руку, а 18 июня был убит Жиль де Берламон, его заместитель.

### Штурм и падение города

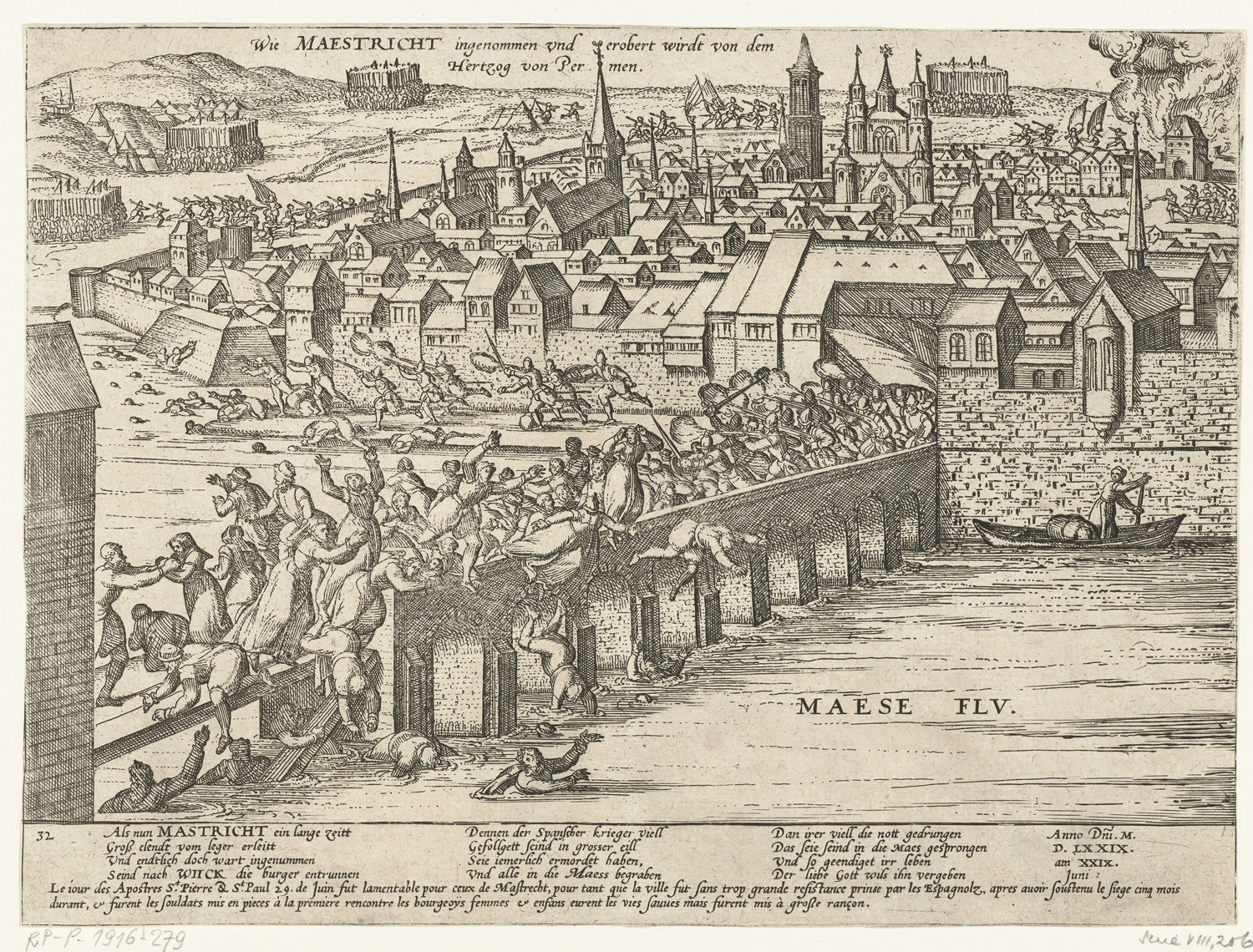
Иллюстрация осады Маастрихта, худ. Ф. Гогенберг

28 июня дозорный испанцев поднялся на стену и увидел, что пролом в стене не охраняется, а стража защитников выглядит усталой и апатичной. Он сразу же сообщил об этом одному из офицеров. В пролом был отправлен отряд солдат, которые убили часового и начали штурм. Солдаты гарнизона и жители вступили в бой с захватчиками. Одновременно испанцы пошли на генеральный штурм, ударив по городу сразу с четырёх сторон. Защитники попытались поджечь мост, чтобы не пустить испанцев в город. Однако осаждавшие уже ворвались в город, начались резня и грабежи. Во время штурма Фарнезе лежал в постели с лихорадкой, штурм состоялся в его отсутствие, что развязало руки немецким и валлонским наемникам в разграблении города. В первый же день были убиты четыре тысячи жителей города — мужчин и женщин. Разграбление продолжалось ещё два дня. В живых осталось порядка 400 человек. Они покинули город, и его заселили валлоны. Себастьян Таппин скончался от полученных ранений, умер и Мельхиор Шварценберг.

## Последствия
Фарнезе был удостоен триумфа в Маастрихте 21 июля. Во время его въезда в город улицы были полны гниющих человеческих останков, воздух был наполнен трупным запахом. Некогда процветающий город находился в опустошении. Укрепления, мост и многие здания города были сильно повреждены во время осады. Потребовались годы для их восстановления. В дни грабежей исчезли многие реликвии, лишив город привлекательности для паломников. Экономическое положение Маастрихта как торгового города было серьезно ослаблено.
В 1632 году Маастрихт был вновь осажден. На этот раз испанский гарнизон (вместе с жителями) обороняли город от войск Фредерика-Генриха Оранского.